# Ciclismo ai Giochi della XXVIII Olimpiade - Inseguimento individuale maschile
Le gare di Inseguimento individuale maschile dei Giochi della XXVIII Olimpiade furono corse il 20 e 21 agosto all'Athens Olympic Sports Complex, in Grecia. La medaglia d'oro fu vinta dal britannico Bradley Wiggins.
Vide la partecipazione di 16 atleti.

## Risultati

### Round di qualificazione
Il round di qualificazione vide i 16 partecipanti gareggiare uno contro l'altro in gare da due, su una distanza di 4000 metri. Gli atleti con i migliori otto tempi passarono al turno successivo.
Nota: DNF ritirato, DNS non partito, DSQ squalificato, OR record olimpico
| Manche | Atleta             | Tempo    | Posiz | Note  |
| ------ | ------------------ | -------- | ----- | ----- |
| 1      | Yuriy Yuda         | 4'29"676 | 14    |       |
| 1      | Hossein Askari     | 4'39"302 | 15    |       |
| 2      | Linas Balciunas    | 4'22"392 | 9     |       |
| 2      | Vasil' Kiryenka    | 4'29"005 | 13    |       |
| 3      | Carlos Castano     | 4'27"871 | 12    |       |
| 3      | Levi Heimans       | -        | -     | DNS   |
| 4      | Volodymyr Dyuda    | 4'18"169 | 5     | Q     |
| 4      | Christian Lademann | 4'26"760 | 11    |       |
| 5      | Fabien Sanchez     | 4'20"606 | 8     | Q     |
| 5      | Aleksej Markov     | 4'25"520 | 10    |       |
| 6      | Bradley Wiggins    | 4'15"165 | 1     | Q, OR |
| 6      | Luke Roberts       | 4'19"353 | 7     | Q     |
| 7      | Rob Hayles         | 4'17"930 | 4     | Q     |
| 7      | Robert Bartko      | 4'18"991 | 6     | Q     |
| 8      | Sergi Escobar      | 4'16"862 | 2     | Q     |
| 8      | Bradley McGee      | 4'17"510 | 3     | Q     |

### Primo turno
Il primo turno vide l'accoppiamento degli atleti in base ai tempi del turno precedente, quindi il primo contro l'ottavo e così via. I vincitori di ogni gara passarono al turno finale: i vincitori con i due migliori tempi si affrontarono per l'oro e i restanti due per il bronzo.
| Manche | Atleta          | Tempo    | Posiz | Note |
| ------ | --------------- | -------- | ----- | ---- |
| 1      | Rob Hayles      | 4'19"559 | 3     | Q    |
| 1      | Volodymyr Dyuda | 4'22"720 | 7     |      |
| 2      | Bradley McGee   | 4'17"978 | 2     | Q    |
| 2      | Robert Bartko   | 4'26"184 | 8     |      |
| 3      | Carlos Castano  | 4'19"581 | 4     | Q    |
| 3      | Luke Roberts    | 4'20"336 | 5     |      |
| 4      | Bradley Wiggins | 4'17"215 | 1     | Q    |
| 4      | Fabien Sanchez  | 4'21"235 | 6     |      |

### Turno finale
I due atleti con i migliori tempi del secondo turno si affrontarono per la medaglia d'oro, mentre gli altri due per il bronzo.
Gara per l'oro
| Posiz | Atleta          | Tempo    | Note |
| ----- | --------------- | -------- | ---- |
| 1     | Bradley Wiggins | 4'16"304 |      |
| 2     | Bradley McGee   | 4'20"436 |      |

Gara per il bronzo
| Posiz | Atleta        | Tempo    | Note |
| ----- | ------------- | -------- | ---- |
| 3     | Sergi Escobar | 4'17"947 |      |
| 4     | Rob Hayles    | 4'22"291 |      |